# Bálnavadászat

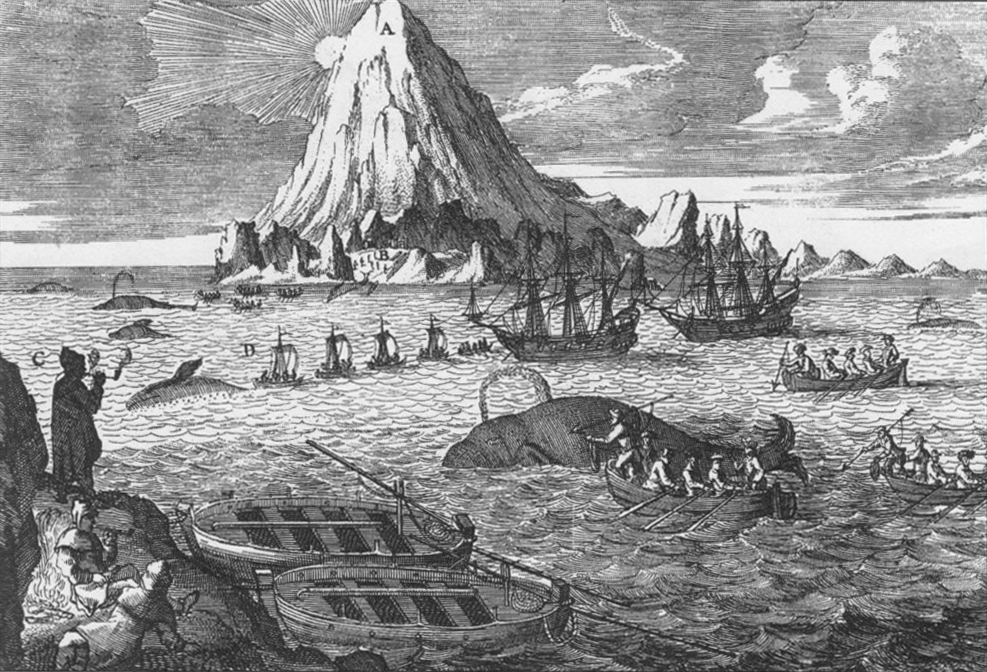
Holland bálnavadászok a 18. században

A bálnavadászat a bálnák bizonyos fajai után folytatott vadászat, amit főleg az állatok zsírjából és csontjaiból előállítható termékek miatt végeznek. 

## Története
A bálnavadászat rendkívül hosszú múltra tekinthet vissza, a feljegyzések szerint már időszámításunk előtt 3000 körül megjelent. A tevékenység régen nehéz és módfelett veszélyes is volt. Számos tengerparti nép vadászott bálnákra hosszú időn keresztül komolyabb fenntarthatósági problémák nélkül, ám a 17. században megjelenő ipari bálnavadászat, a szervezett flották, a nemzetek versengése a 18-19. században, majd a 20. századtól létező gyárhajók megbontották az egyensúlyt, jóval több bálnát kifogva, mint amennyi a bálnapopuláció újratermelődését még megengedte volna. Ebben ekkor főleg a Szovjetunió járt élen, ami az akkori kvóták kijátszásával titokban az engedélyezett mennyiség sokszorosát vadászta le, sokszor válogatás nélkül, miközben az újrafeldolgozás mértéke csekély volt, az így nyert rengeteg csontlisztre és bálnaolajra pedig nem volt igény az országban.
A technológia fejlődésnek köszönhetően természetes, hogy a megölt bálnák száma is emelkedett, az 1930-as években elérve az évi 50 000-et is. A múlt század végére a bálnák számának csökkenése nyilvánvalóvá vált, és 1986 óta a kereskedelmi célú bálnavadászat tiltott tevékenységgé is változott.
Noha a moratórium sikeres volt abból a szempontból, hogy számos bálnafaj kihalását meggátolja, a bálnavadászat továbbra is heves viták tárgya. A bálnavadászat-párti országok, élükön Japánnal és Norvégiával a mellett érvelnek, hogy mára a populációk eléggé megnőttek ahhoz, hogy a kereskedelmi célú bálnavadászat újra engedélyezett legyen, míg a bálnavadászat-ellenes országok és különböző környezetvédő csoportok szerint a bálnafajok továbbra is veszélyeztetettek, és fenntartásaiknak adnak hangot.

## Bálnavadászat és feldolgozás Izlandon 1974-ben

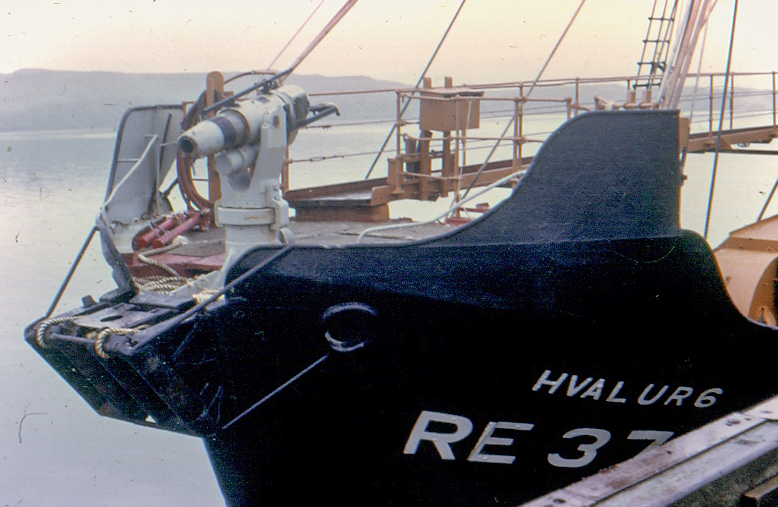
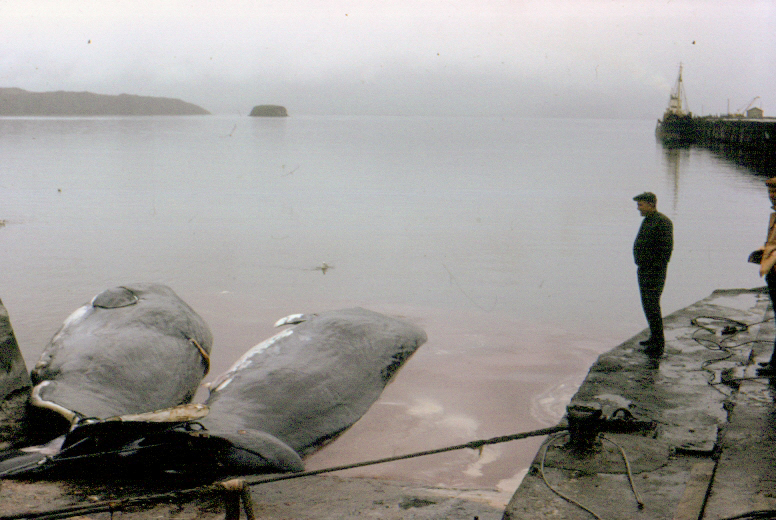
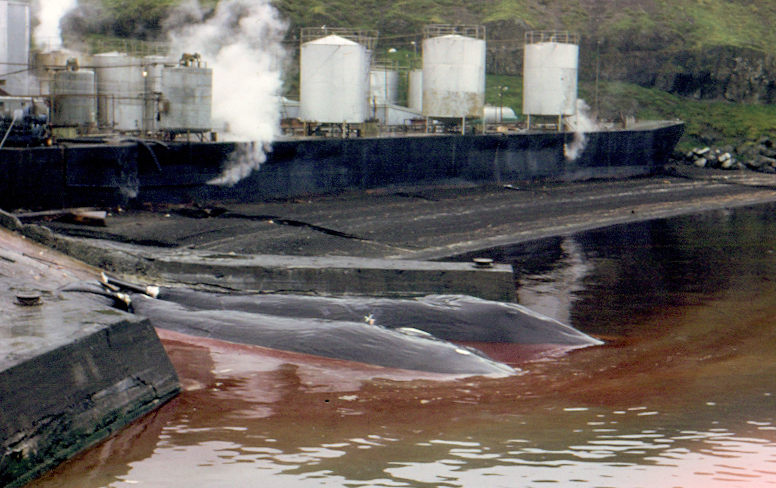
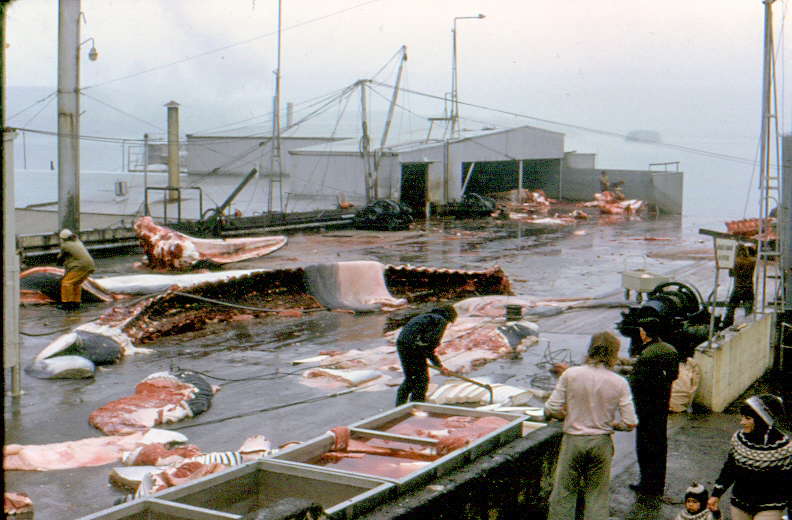